# Садоски, Томас
Томас Кристиан Садоски (англ. Thomas Christian Sadoski; род. 1 июля 1976, Нью-Хейвен) — американский актёр театра, кино и телевидения. Наиболее известен своими ролями Дона Кифера в сериале HBO Новости и Мэтта Шорта в телесериале ситкома «Жизнь в деталях».

## Сценическая карьера
Садоски начал свою отмеченную наградами сценическую карьеру в качестве дублёра Марка Руффало и Марка Розенталя в постановке Off-Broadway по принятой критиками пьесе Кеннета Лонергана «Это наша молодежь» в театре «Вторая сцена». Это была первая из многих постановок нью-йоркской театральной труппы. Он появился во многих бродвейских и внебродвейских постановках, а также во многих постановках региональных театров. В 2008 году он сыграл Грега в пьесе Нила Лабута «Причины быть красивыми для MCC Theater» вместе с Элисон Пилл, одной из главных ролей в Newsroom. После хвалёного критиками аншлага Off-Broadway он переехал на Бродвей в апреле 2009 года, где получил 3 номинации на премию Тони (лучший актёр: Садоски, лучшая женская роль: Marin Ireland, лучшая пьеса), а также 3 номинации на премию Drama Desk Award ( Лучший актёр: Садоски, лучший режиссёр: Терри Кинни и лучшая пьеса), две номинации на премию Outer Critics Circle (лучший актёр: Садоски, лучшая новая пьеса) и три номинации на премию драматической лиги (лучшая пьеса, выдающаяся игра) Награды: Садоски и Ирландия). Нил Лабют благодарит Садоски за то, что он вдохновил его на критически отмеченное изменение тона в причинах быть красивым из более ранних работ драматурга: 
«Его собственная вдумчивость и доброе сердце помогли мне не отступать от того, что я делал раньше. Мои пьесы обычно заканчиваются мрачно. Я всегда думал, что это настоящая жизнь, что всегда есть оттенки серого, но он помог мне увидеть некоторые другие цвета в палитре».
В 2011 году он сыграл роль Трипа Уайета в фильме Джона Робина Бейтца «Другие города пустыни», за которую он получил премию Оби и Люсиль Лортел. Спектакль (который также после аншлагового проката вне Бродвея был перенесён на Бродвей в ноябре 2011 года) был назван Кругом внешних критиков выдающимся новым спектаклем вне Бродвея в 2011 году. Садоски также видели на Бродвее вместе с Беном Стиллером, Эди Фалко, Дженнифер Джейсон Ли и Элисон Пилл в «Доме синих листьев» Джона Гуара.

## Фильмография
Садоски дебютировал в кино в 2000 году в романтической комедии Эми Хекерлинг «Неудачник».
| Фильм        | Фильм                            | Фильм              | Фильм                   | Фильм                                                   |
| Дата выпуска | Заголовок                        | Роль               | Режиссёр                | Заметки                                                 |
| ------------ | -------------------------------- | ------------------ | ----------------------- | ------------------------------------------------------- |
| 2000 г.      | Неудачник                        | Крис               | Эми Хекерлинг           | Дебют в кино                                            |
| 2002 г.      | Зимнее солнцестояние             | Крис Бендер        | Джош Стернфельд         | Звуковые картинки                                       |
| 2003 г.      | Счастливый час                   | Скотт              | Майк Бенчивенга         |                                                         |
| 2004 г.      | Компания К                       | Corp. Ричард Манди | Роберт Клем             |                                                         |
| 2008 г.      | Новая двадцатка                  | Фелиз Канаван      | Крис Мейсон Джонсон     |                                                         |
| 2009 г.      | Split ( короткометражный )       | Оливер             | Джейми Бакнер           |                                                         |
| 2012 г.      | 30 ударов                        | Юлиан              | Алексис Ллойд           |                                                         |
| 2012 г.      | BFF (короткометражный)           | посыльный          | Нил Лабут               | Официальный отбор Tribeca Film Festival                 |
| 2013         | Драматика                        | Гордон Буллард     | Скотт Роджерс           |                                                         |
| 2014 г.      | Заботиться                       | Девон              | Лиз Туччилло            | Официальная подборка SXSW                               |
| 2014 г.      | Это нормально (короткометражный) | Ему                | Тамар Левин             | Официальный отбор Palm Springs International Short Fest |
| 2014 г.      | Дикая                            | Павел              | Жан-Марк Валле          | Fox Searchlight                                         |
| 2014 г.      | Джон Уик                         | Офицер Джимми      | Чад Стахелски           |                                                         |
| 2015 г.      | Я улыбаюсь в ответ               | Донни              | Адам Салки              | Официальный отбор кинофестиваля Sundance                |
| 2017 г.      | Джон Уик 2                       | Офицер Джимми      | Чад Стахелски           |                                                         |
| 2017 г.      | Последнее слово                  | Робин Сэндс        | Марк Пеллингтон         |                                                         |
| 2017 г.      | Игры, в которые мы играем        | Павел              | Анника Маркс и Рич Ньюи | Короткий фильм                                          |
| 2018 г.      | Домашний покупатель              | Джеймс Тернер      | Дев Патель              | Короткий фильм                                          |
| 2018 г.      | Святой Моисей                    | Шериф              | Эли Пауэрс              | Короткий фильм                                          |
| 2020 г.      | Мимик                            | Рассказчик         | Томас Ф. Мацциотти      |                                                         |
| 2022 г.      | Двойная петля                    | Дик Чеволи         | Дж. Д. Диллард          | Экранизация                                             |
| 2023 г.      | Переполненная комната            | Matty Dunn         | Акива Голдсман          | Предстоящий фильм на платформе Apple                    |

## Награды
- 2011 г. — Obie Awards — победитель в номинации «за выдающуюся игру актёра».

## Личная жизнь
Садоски родился в Нью-Хейвене, штат Коннектикут, и вырос в Колледж-Стейшн, штат Техас.
Учился в Университете Северного Техаса в Дентоне, штат Техас, в течение одного семестра. Он окончил New York's Circle в Square Theater School в 1998 году.
Садоски женился на Кимберли Хоуп в 2007 году. Они развелись в октябре 2015 года. Садоски начал встречаться с актрисой Амандой Сейфрид в начале 2016 года. Он подтвердил свою помолвку с Сейфрид 12 сентября 2016 года. Пара поженилась 12 марта 2017 года. 24 марта 2017 года стало известно, что Сейфрид родила им дочь Нину. В сентябре 2020 года Сейфрид родила второго ребёнка, сына.
Садоски является членом правления некоммерческой организации INARA. Организация помогает перемещённым детям получить необходимое лечение после травм, полученных в результате конфликта.